# Ptyctodontida
Gli ptictodonti (Ptyctodontida) sono un ordine di pesci estinti appartenenti ai placodermi. Furono tra gli ordini meno diversificati dell'intero gruppo, con una sola famiglia e con generi molto simili l'uno all'altro. Vissero nel corso del Devoniano, per poi estinguersi al termine del periodo come tutti i placodermi.

## Descrizione
Dotati di grandi teste, grandi occhi e corpi allungati, gli ptictodontidi assomigliavano molto alle attuali chimere (Holocephali). L'armatura tipica dei placodermi era ridotta a una trama di piccole placche intorno alla testa e al collo. Si presume che gli ptictodonti, così come gli estinti acantotoraci e gli stessi olocefali, vivessero nei pressi dei fondali marini e predassero molluschi dotati di guscio.
A causa della quasi completa mancanza di armatura, alcuni paleontologi hanno suggerito che gli ptictodonti non fossero veri placodermi, ma olocefali (o comunque loro antenati). Esami molto dettagliati, eseguiti su esemplari completi, hanno però appurato che le somiglianze fra i due gruppi erano soltanto superficiali. Le maggiori differenze riguardavano il rivestimento corporeo: gli ptictodonti avevano placche e scaglie costituite di sostanza ossea, mentre quelle degli olocefali sono costituite di dentina. L'anatomia del cranio degli olocefali, inoltre, è simile a quella degli squali, mentre quella degli ptictodontidi assomiglia a quella degli altri placodermi; l'apparato dentale degli olocefali, infine, era costituito da veri e propri denti, ma quello degli ptictodonti era formato da piastre gnatali.

## Dimorfismo sessuale
Gli ptictodonti sono l'unico gruppo di placodermi in cui è riconoscibile un dimorfismo sessuale: I maschi, infatti, possedevano un paio di strutture simili a uncini sulle pinne pelviche, analoghe ai cosiddetti claspers tipici degli squali maschi e delle chimere. I paleontologi ritengono che i placodermi ancestrali possedessero claspers, ma queste strutture si sarebbero in seguito perse nel corso dello sviluppo evolutivo dei vari ordini di placodermi (trannie gli ptictodontidi).

## Classificazione
A causa della loro armatura ridotta, si pensava che gli ptictodonti fossero i più primitivi tra tutti i placodermi: secondo un'idea in voga alcuni decenni fa, i placodermi si svilupparono da un antenato senza armatura, passando attraverso vari gradi evolutivi fino a giungere alle forme più pesantemente corazzate. Nel corso degli anni '80 e '90, però, analisi comparative svolte sui crani degli ptictodonti e di vari rappresentanti di altri ordini; questi studi hanno dimostrato che l'ipotesi precedente era errata e che gli ptictodonti possono essere considerati il sister group di artrodiri e fillolepidi.